# Izabela Bełcik
Izabela Monika Bełcik (Malbork, 29 novembre 1980) è un'ex pallavolista polacca.
Giocava nel ruolo di palleggiatrice.

## Carriera
Izabela Bełcik inizia la sua carriera pallavolistica da professionista nella stagione 1997-98, tra le file dello SMS PZPS Sosnowiec, in cui milita per due stagioni. Nella stagione 1999-00 viene ingaggiata dal Gedania, in cui rimane per ben cinque stagioni, senza però raggiungere risultati di spicco. Nel 2001 ottiene le prime convocazioni in nazionale, con cui partecipa al campionato europeo, concluso al sesto posto; tuttavia nell'edizione successiva arriva la medaglia d'oro, primo successo continentale per la Polonia.
Nella stagione 2004-05 si trasferisce nel PTPS di Piła, in cui rimane per due stagioni, durante le quali ottiene un secondo posto in Coppa di Polonia e uno in campionato; inoltre nel 2005 arriva il secondo successo continentale con la nazionale. Nell'annata 2006-07 viene ingaggiata dal Muszynianka, in cui rimane per quattro stagioni conquistando due campionati ed una Supercoppa polacca.
Nella stagione 2010-11 passa al Trefl Sopot, con cui vince due campionati ed una Coppa di Polonia; nel 2015, con la nazionale vince la medaglia d'argento ai I Giochi europei. Nel campionato 2015-16 viene ingaggiata dalla formazione del Chemik Police, aggiudicandosi la Supercoppa polacca 2015, due Coppe di Polonia e tre campionati: al termine della stagione 2017-18 annuncia il suo ritiro dall'attività agonistica.

## Palmarès

### Club
- Campionato polacco: 7

2007-08, 2008-09, 2011-12, 2012-13, 2015-16, 2016-17, 2017-18
- Coppa di Polonia: 3

2014-15, 2015-16, 2016-17
- Supercoppa polacca: 2

2009, 2015

### Nazionale (competizioni minori)
- Piemonte Woman Cup 2009
- Giochi europei 2015

### Premi individuali
- 2013 - Coppa di Polonia: Miglior palleggiatrice